# Rábade
Rábade – miasto w Hiszpanii w regionie Galicji w prowincji Lugo, położone w odległości 13,5 km od stolicy prowincji – Lugo.